# Ahorntal
Ahorntal este o comună din districtul Bayreuth, regiunea administrativă Franconia Superioară, landul Bavaria, Germania.
Comuna (alcătuită din 27 localități) poartă numele de "Ahorntal". Nu există însă nici o localitate cu numele "Ahorntal".

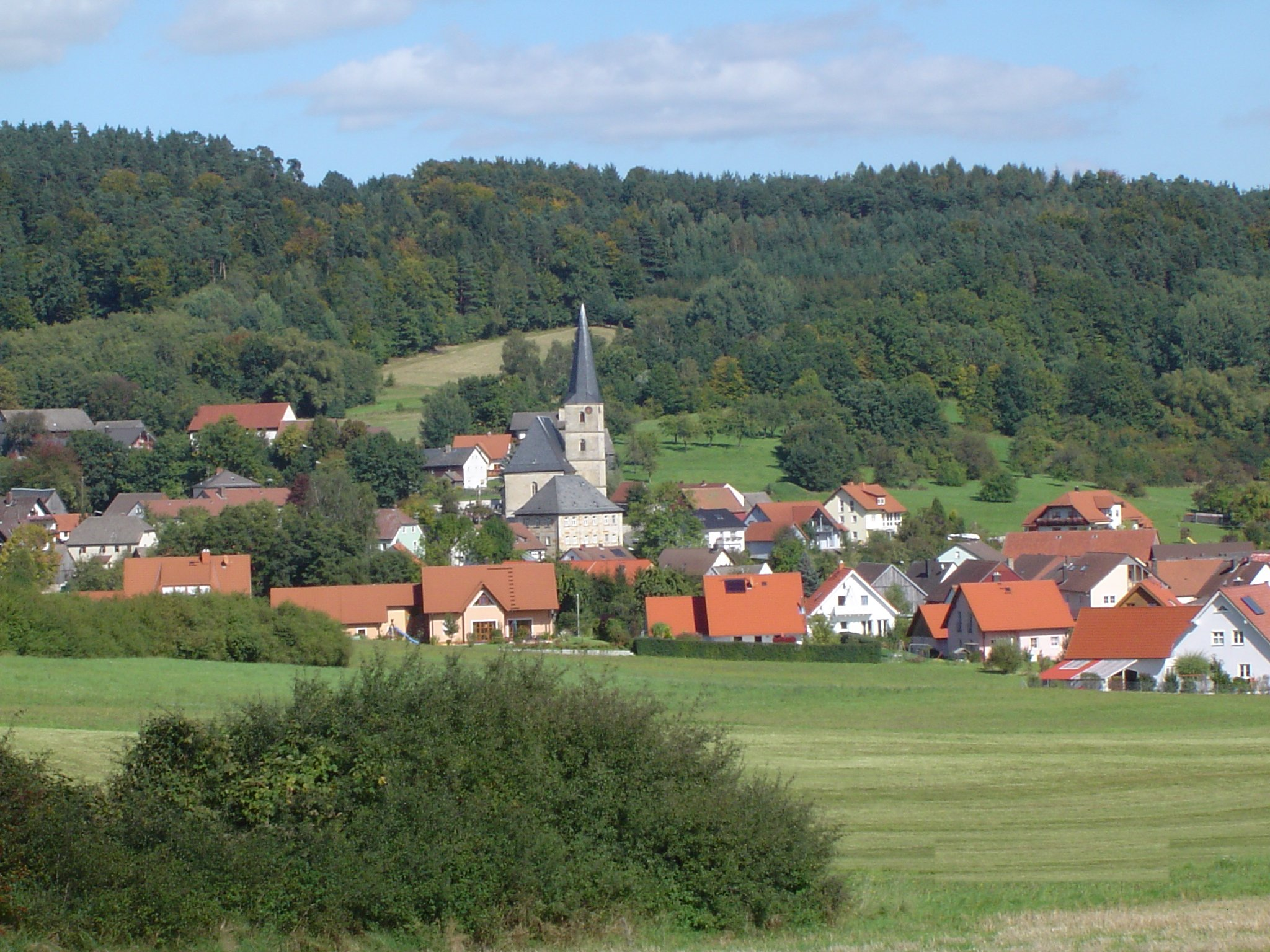
Volsbach
(Vedere de ansamblu)